# Cerkiew św. Paraskiewy w Mikołajewie
Cerkiew św. Paraskiewy Piątnickiej – prawosławna cerkiew parafialna w Mikołajewie na Białorusi, w dekanacie kamienieckim eparchii brzeskiej i kobryńskiej Egzarchatu Białoruskiego Patriarchatu Moskiewskiego.
Cerkiew znajduje się w północnej części wsi, przy ulicy Szkolnej.

## Historia
Świątynię wzniesiono w 1900 r.

## Architektura
Cerkiew została zbudowana w stylu pseudoruskim, orientowana, zbudowana z drewna pomalowanego na niebiesko, a miejscami na zielono. Od frontu stoi ganek z dwuspadowym dachem podparty na drewnianych, wyrzeźbionych kolumnach. Nad przedsionkiem swoje miejsce ma dzwonnica-wieża (dolna kondygnacja jest czworoboczna, natomiast górna – ośmioboczna), zwieńczona kopułką. Przedsionek i nawa główna są połączone łącznikiem. Nad nawą osadzona jest ośmioboczna kopuła, a wokół niej dodatkowe cztery. Dach centralnej części jest namiotowy (w czterech miejscach, pod kopułami znajdują się frontony). Na elewacji świątynnej jest wiele zdobień.

## Wnętrze
W świątyni znajduje się drewniany dwurzędowy ikonostas z pozłacanymi carskimi wrotami.